# 地史学
地史学（ちしがく、英語: historical geology）とは、地球史46億年の中での自然および生物を研究する学問である。研究のための資料として、岩石、地層、化石などを用いるとともに、研究の上では地質学および古生物学の手法を利用するが、地史学は総合科学である。
地史学の研究では地質調査が重要である。地質調査により地質について情報収集を行い、地質図を作成することで調査対象地域を空間的に理解する。一方層序を調査することで新旧を把握でき、古生物学や岩石学の知識を利用することで地史を作成することができる。